# جکی کروز
جکی کروز (به انگلیسی: Jackie Cruz) (زاده ۸ اوت ۱۹۸۶) بازیگر، خواننده و مدل آمریکایی است.
از کارهای معروف او می‌توان به بازی در فیلم دختری زیبا مثل تو اشاره کرد.